# Cal trobar la bomba
Cal trobar la bomba (títol original: Finders Keepers) és una pel·lícula musical britànica de 1966 dirigida per Sidney Hayers, escrita per Michael Pertwee i protagonitzada per Cliff Richard i The Shadows. Està doblada al català.

## Argument
Cliff and The Shadows viatgen a una ciutat espanyola per fer un concert. Quan arriben, es troben desconcertats al trobar la zona buida. S'assabenten que accidentalment s'ha llançat una petita bomba sobre el poble i els vilatans han fugit espantats perquè explotarà. Els nois decideixen trobar la bomba i restablir la pau al poble, amb alguns números musicals pel camí.

## Repartiment
- Cliff Richard as Cliff
- Hank Marvin com ell mateix (com The Shadows)
- Bruce Welch com ell mateix (com The Shadows)
- Brian Bennett com ell mateix (com The Shadows)
- John Rostill com ell mateix (com The Shadows)
- Robert Morley com Coronel Roberts
- Viviane Ventura com Emilia
- Peggy Mount com Mrs. Bragg
- Graham Stark com Burke
- John Le Mesurier com Mr. X
- Ellen Pollock com àvia
- Ernest Clark com Air Marshal

## Producció
La història es basa en un accident real el 17 de gener de 1966, quan un bombarder estratègic nord-americà B-52, que portava quatre bombes termonuclears, va xocar en l'aire amb un avió cisterna KC-135 prop de Palomares, a Espanya. Aviat es van trobar tres de les quatre bombes d'hidrogen a terra prop de Palomares, i la quarta es va recuperar del mar Mediterrani el 7 d'abril.
Es va buscar una actriu per interpretar a la noia espanyola que s'enamora de Cliff, i Viviane Ventura, de 21 anys, va guanyar el paper: nascuda a Londres, però dominava el castellà, va cantar un duet animat amb Cliff a "Paella". ".

## Recepció crítica
The Monthly Film Bulletin va escriure: "On els musicals anteriors de Cliff Richard (Wonderful Life (1964), Summer Holiday (1963) tenien una espontaneïtat atractiva sobre ells, aquest s'acobla juntament amb una jovialitat mecànica que no exigeix a ningú implicat, menys tots els actors. Cliff Richard i The Shadows recorren uns paisatges molt retroprojectats en un ambient d'alegria decidida que mai canvia, Sidney Hayers dirigeix a un ritme frenètic adequat, però no fa res per injectar cap originalitat en els actes. Els números musicals abundantment esquitxats (bastant atractius en si mateixos) estan posats en escena i amb una coreografia dèbil. Els actors secundaris, Robert Morley i John Le Mesurier en particular, fan tot el possible per trencar l'aire embrutidor de la respectabilitat però tota la idea de centrar un musical La comèdia al voltant d'una bomba nuclear perduda (basada en un incident real) sembla, com a mínim, una mica mal concebuda".
The Radio Times va descriure la pel·lícula com un "joc ombrívol" que "va marcar el final de la col·laboració de Cliff a la pantalla amb els Shadows".
Variety va escriure que "el guió de Michael Pertwee no genera gaire urgència ni suspens, però ofereix oportunitats per a una festa colorida, un amor romàntic entre Richard i Ventura, alguns duels verbals entre Robert Morley i Graham Stark".
Sky Movies va assenyalar que "Peggy Mount i Robert Morley ("Per 10.000 £, caminaria nu per Horse Guards Parade") ofereixen un formidable suport de comèdia per a les estrelles".
El crític de cinema britànic Leslie Halliwell va escriure: "Musical juvenil inofensiu sense molt d'estil. Melodies pobres, comèdia massa tranquil·la".